# Les Peintres cubistes. Méditations esthétiques
Les Peintres cubistes. Méditations esthétiques est un livre écrit par Guillaume Apollinaire entre 1905 et 1912, et publié en 1913. Il s’agit du troisième texte majeur sur le cubisme après Du "Cubisme" (en) d'Albert Gleizes et Jean Metzinger (1912) et Histoire anecdotique du cubisme d'André Salmon (1912).

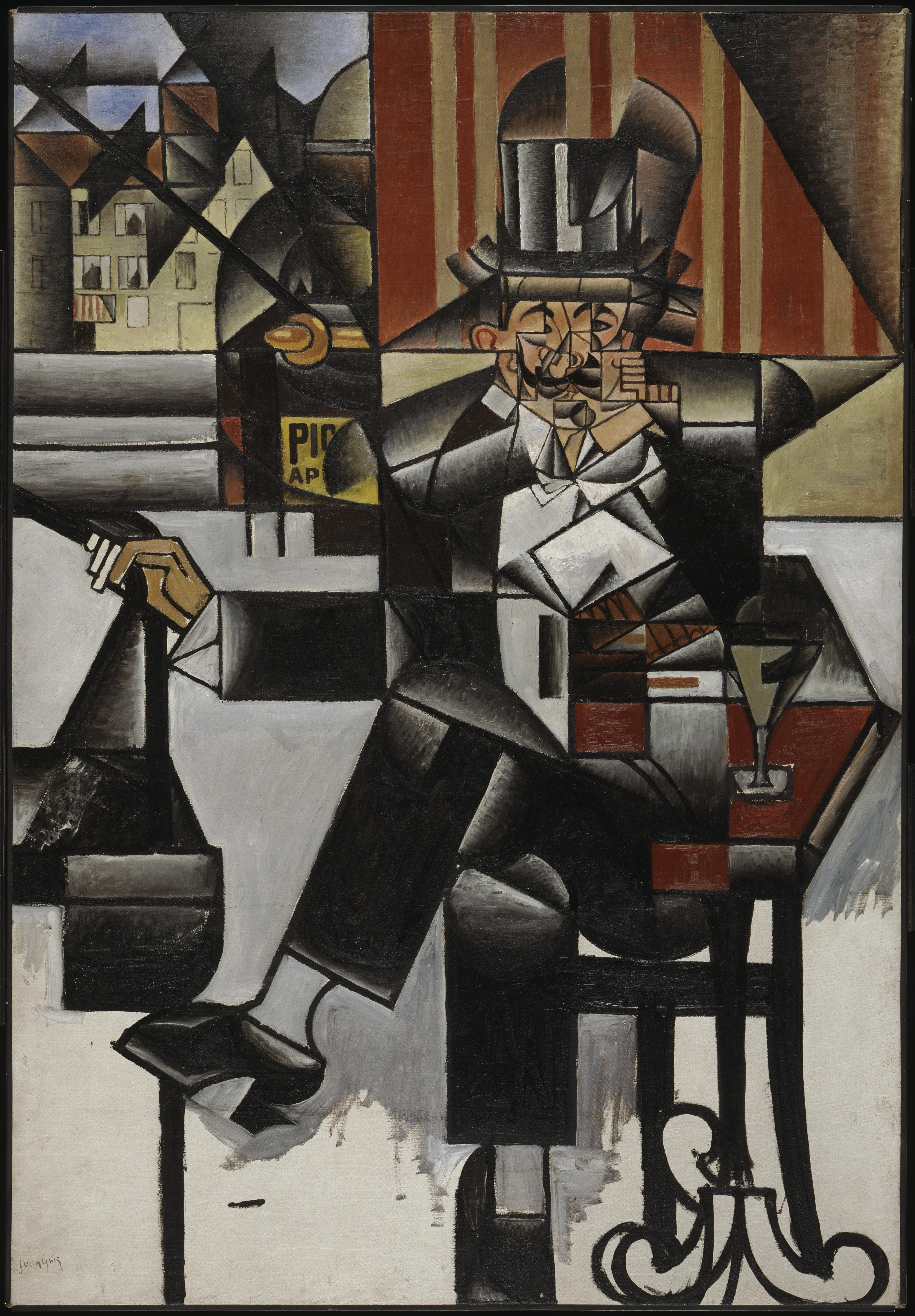
Juan Gris, 1912, L'Homme au café, huile sur toile, 127.6 x 88.3 cm, Philadelphia Museum of Art. Seule la partie supérieure de la peinture est reprise dans Les Peintres cubistes

Les Peintres cubistes est illustré de 46 photographies en noir et blanc d'œuvres de Pablo Picasso, Georges Braque, Jean Metzinger, Albert Gleizes, Juan Gris, Marie Laurencin, Fernand Léger, Francis Picabia, Marcel Duchamp et Raymond Duchamp-Villon. Y sont aussi reproduites des photographies de Metzinger, Gleizes, Gris, Picabia et Duchamp.
Publié par Eugène Figuière & Cie, Éditeurs, dans la collection « Tous les Arts », en 1913, Les Peintres cubistes est le seul livre de critique d'art publié par Apollinaire. Il représente une source critique hautement originale sur le cubisme. Il éclaire l'histoire du mouvement cubiste, sa nouvelle esthétique, ses origines, son évolution et ses différents aspects. Une partie des textes provient de la revue Les Soirées de Paris dirigée par Apollinaire depuis février 1912.
Apollinaire avait en premier lieu l'intention de réunir dans ce livre ses écrits sur l'art intitulés Méditations esthétiques plutôt que ceux consacrés spécifiquement au cubisme. À l'automne 1912, il en revoit les épreuves en y incluant plus de matériel sur les peintres cubistes, en y ajoutant le sous-titre, Les Peintres cubistes. Pour la mise sous presse, le titre original est placé entre crochets et de taille réduite, tandis que le sous-titre Les Peintres cubistes est agrandi, devenant prépondérant. Pourtant, Les Peintres cubistes n'apparaît que sur la moitié des pages et des planches, tandis que toutes les autres pages ont le titre Méditations Esthétiques, ce qui suggère que la modification a été faite si tard que seules les pages de titre ont été réimprimées.

## Sont reproduits

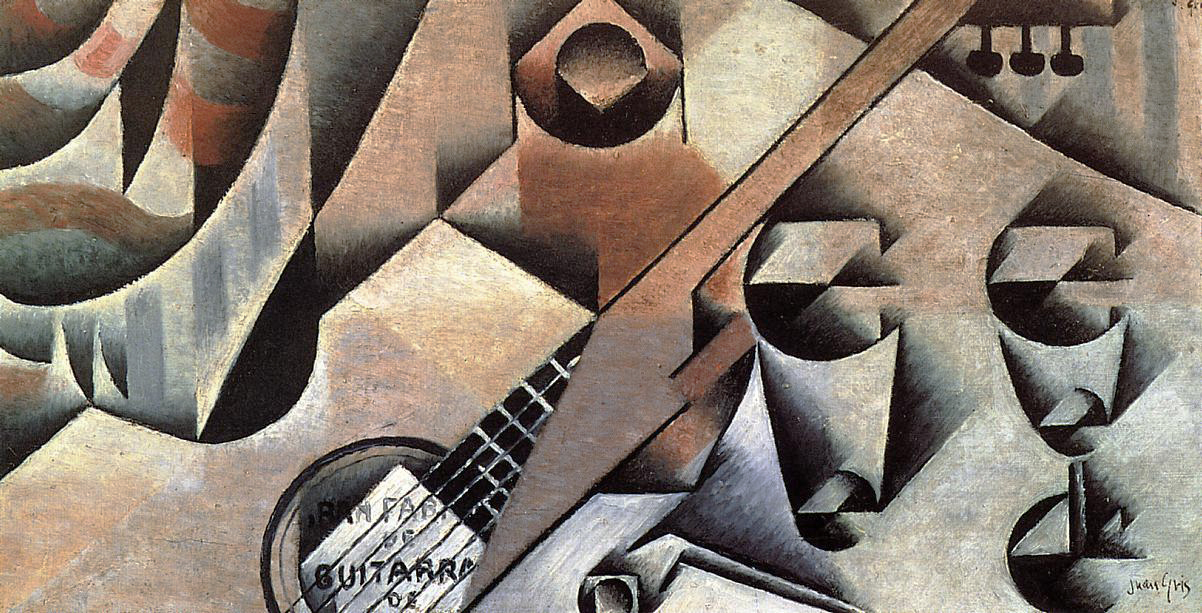
Juan Gris, 1912, La Guitare, huile sur toile, 30 x 58 cm, collection privée
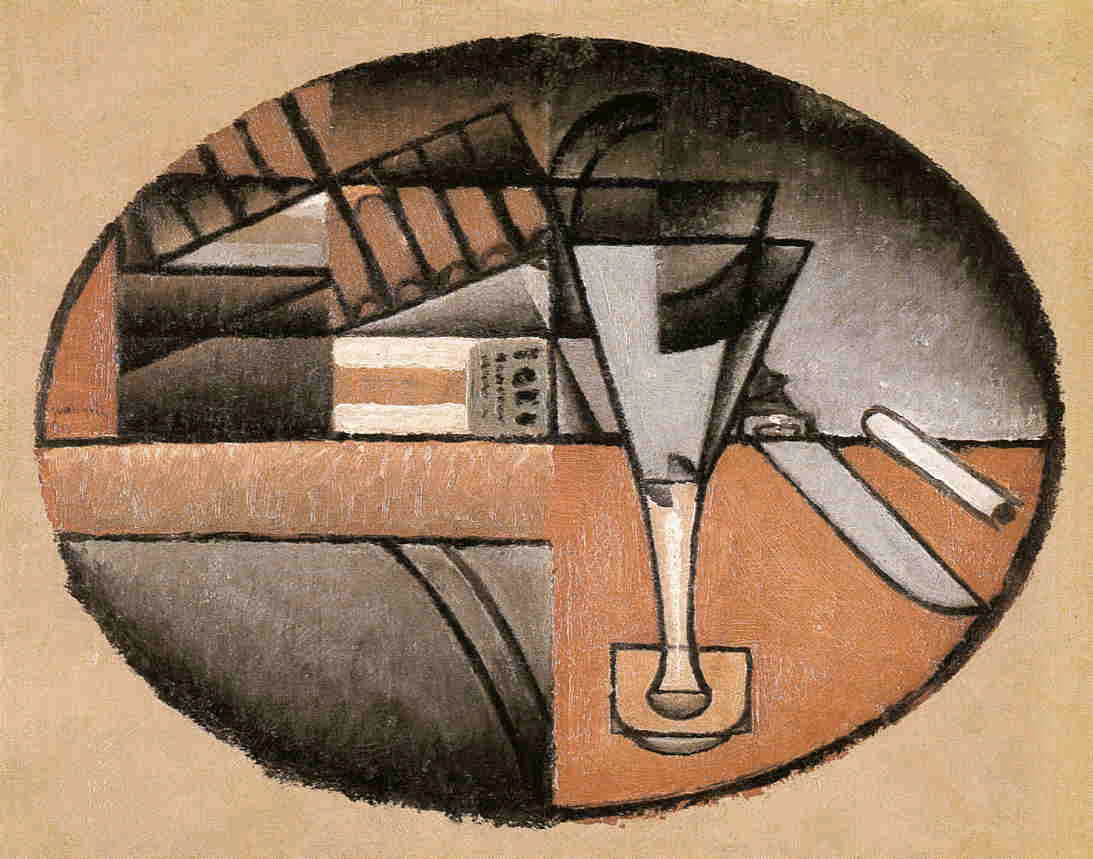
Juan Gris, 1912, Les Cigares, huile sur toile, 22 x 28 cm, collection privée
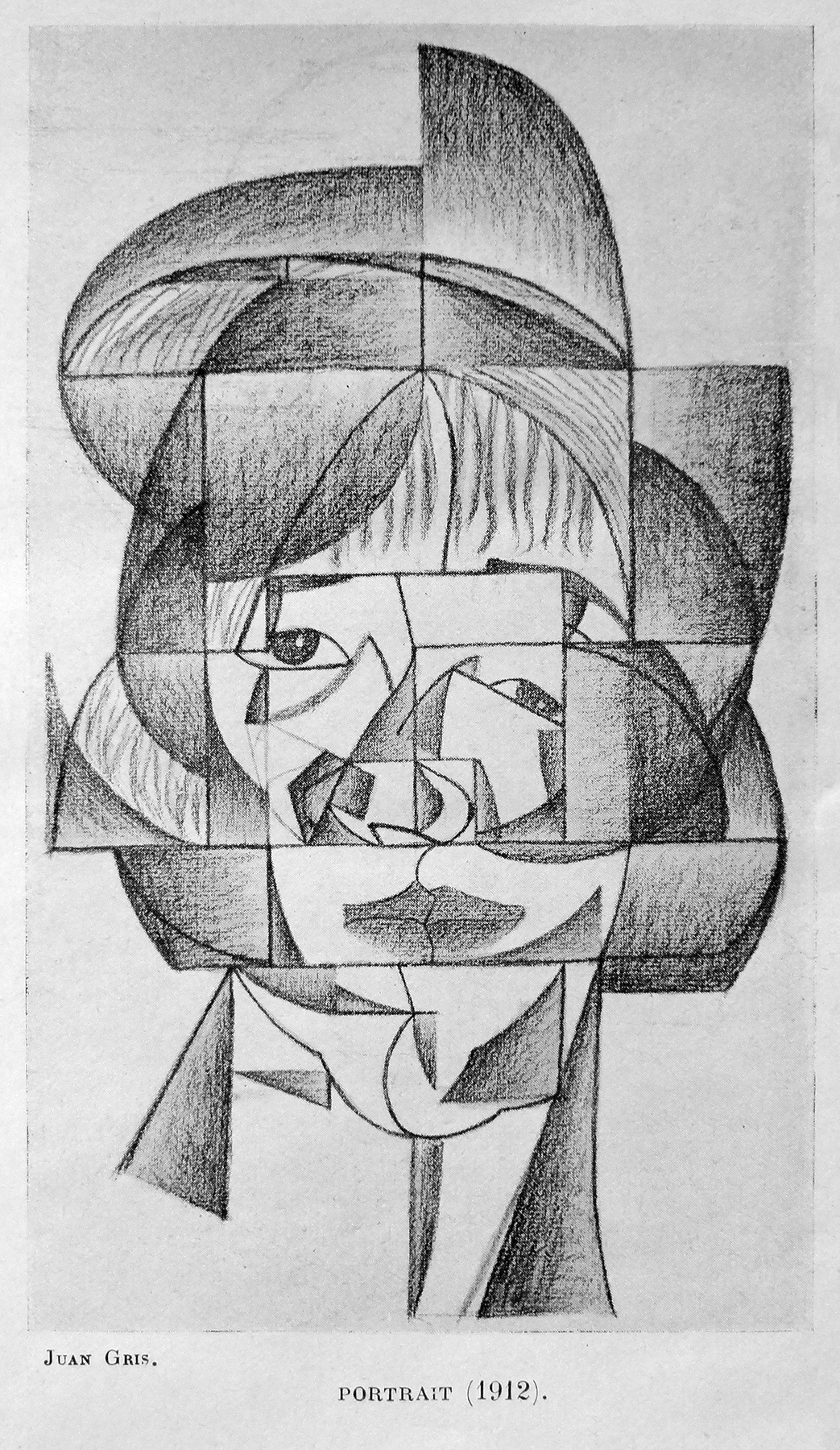
Juan Gris, 1912, Portrait, crayon et fusain sur papier, 36 x 26,5 cm, collection privée
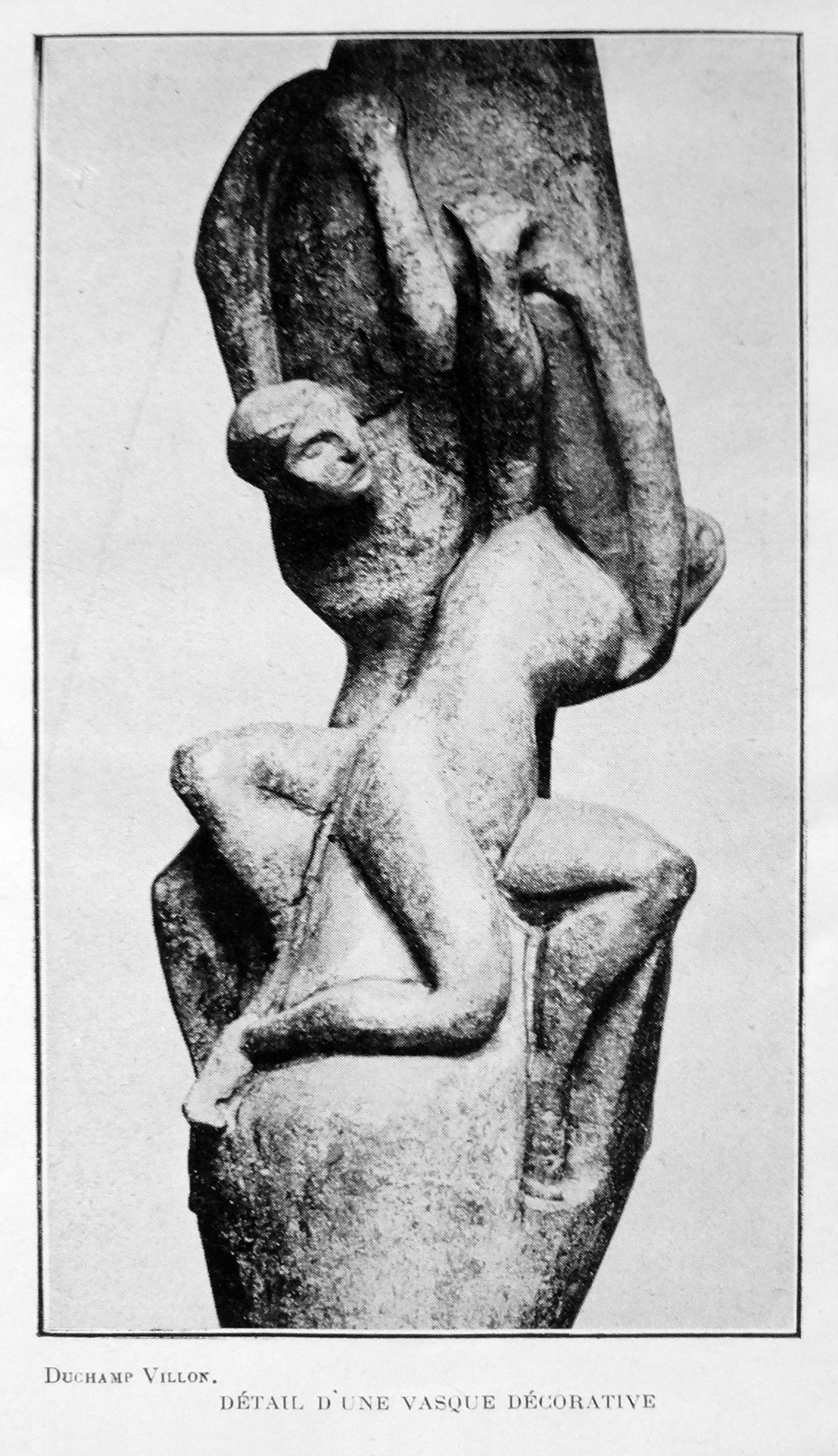
Raymond Duchamp-Villon, 1911, Vasque décorative (detail)
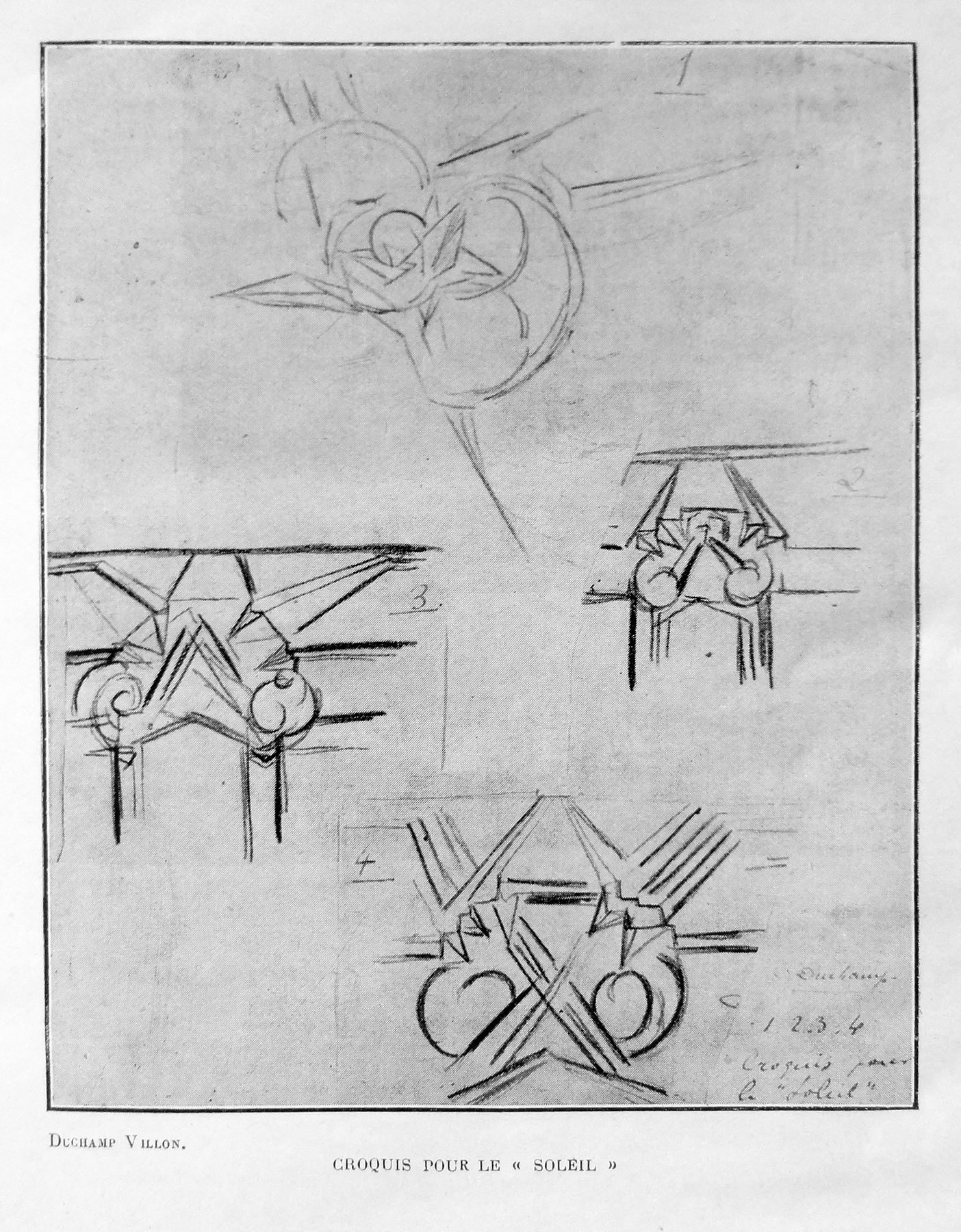
Raymond Duchamp-Villon, 1912, Croquis pour le Soleil
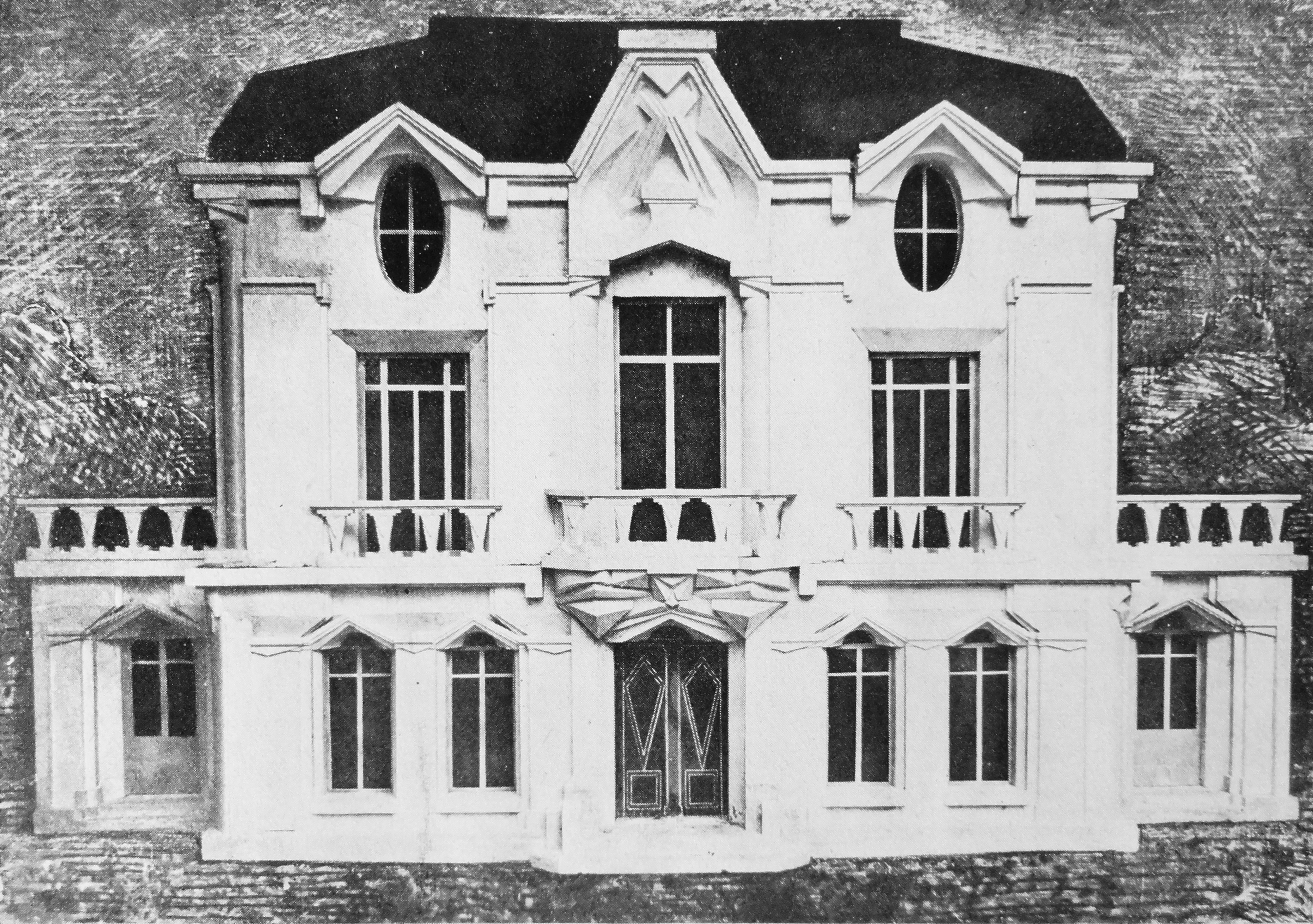
Raymond Duchamp-Villon, 1912, étude pour La Maison Cubiste, Projet d'Hôtel

## Portraits d'artistes

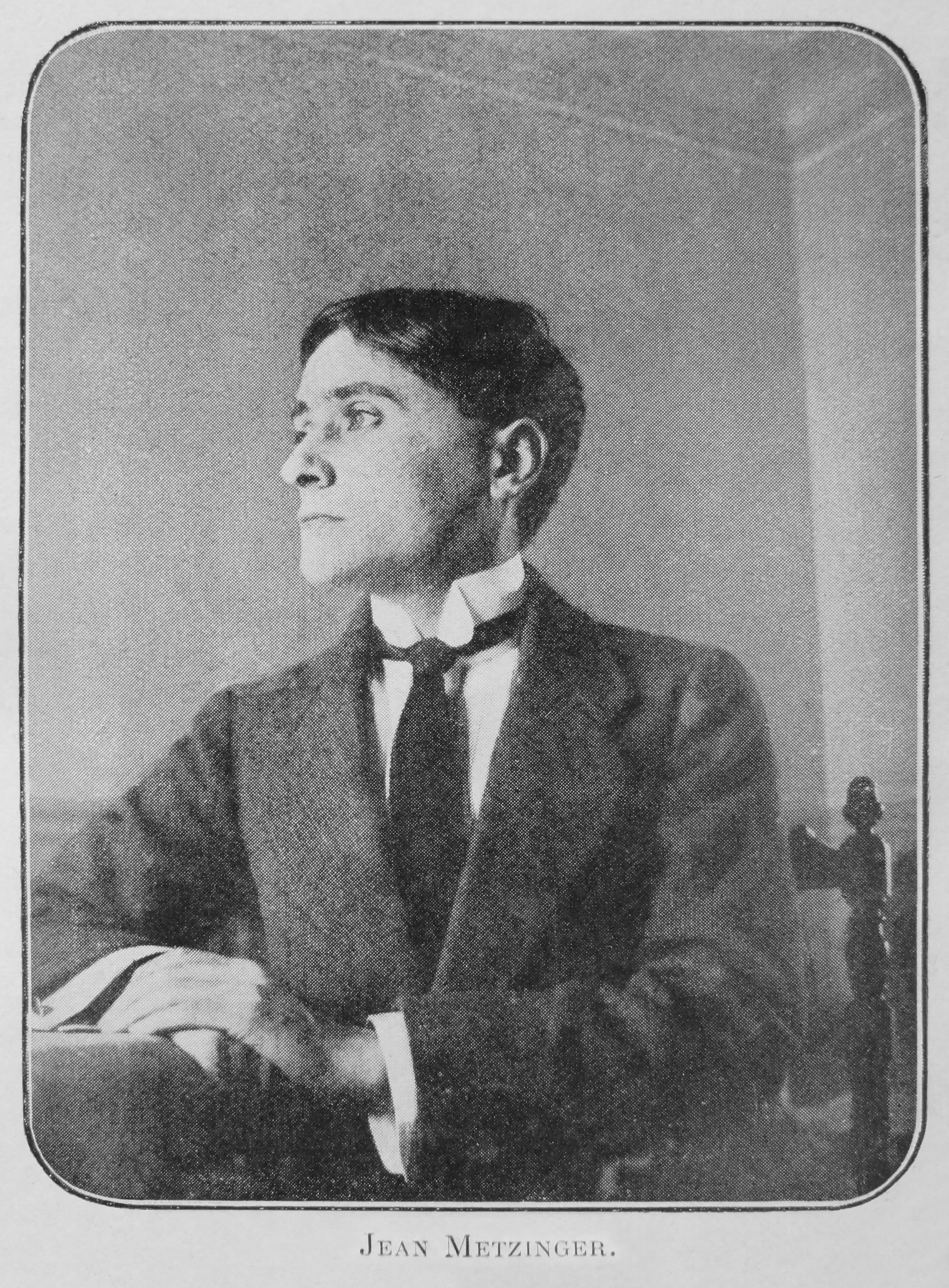
Jean Metzinger
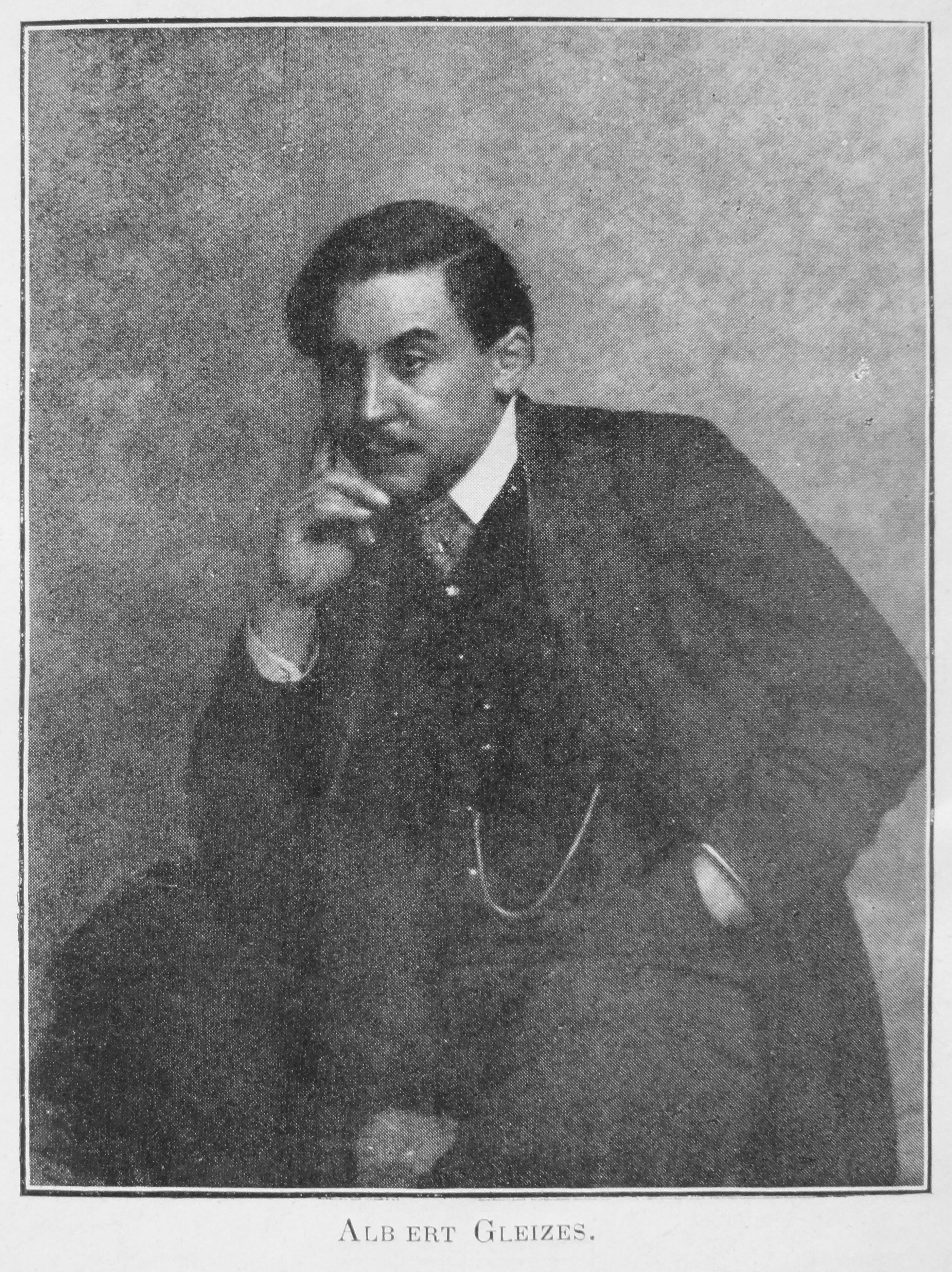
Albert Gleizes
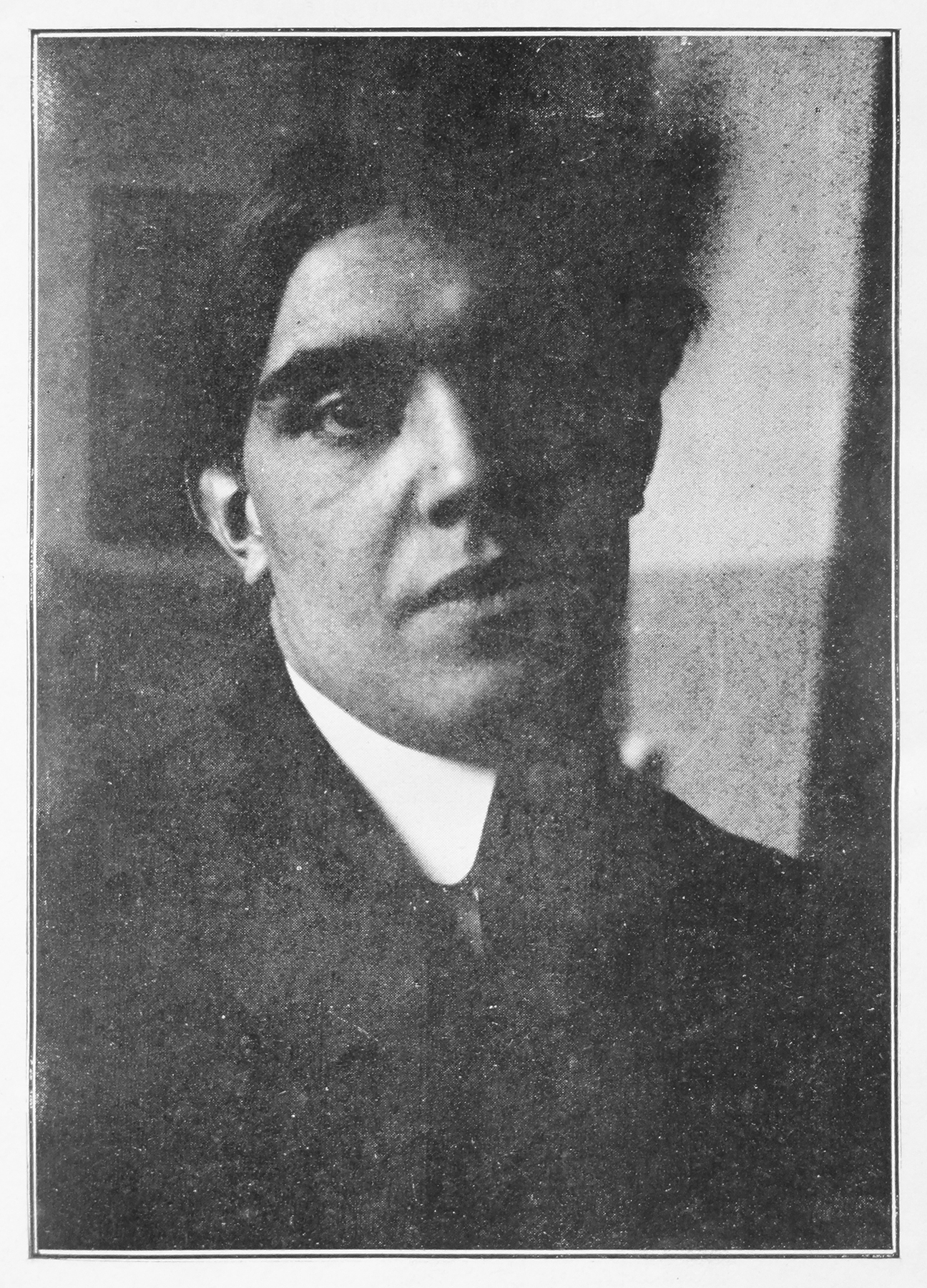
Juan Gris
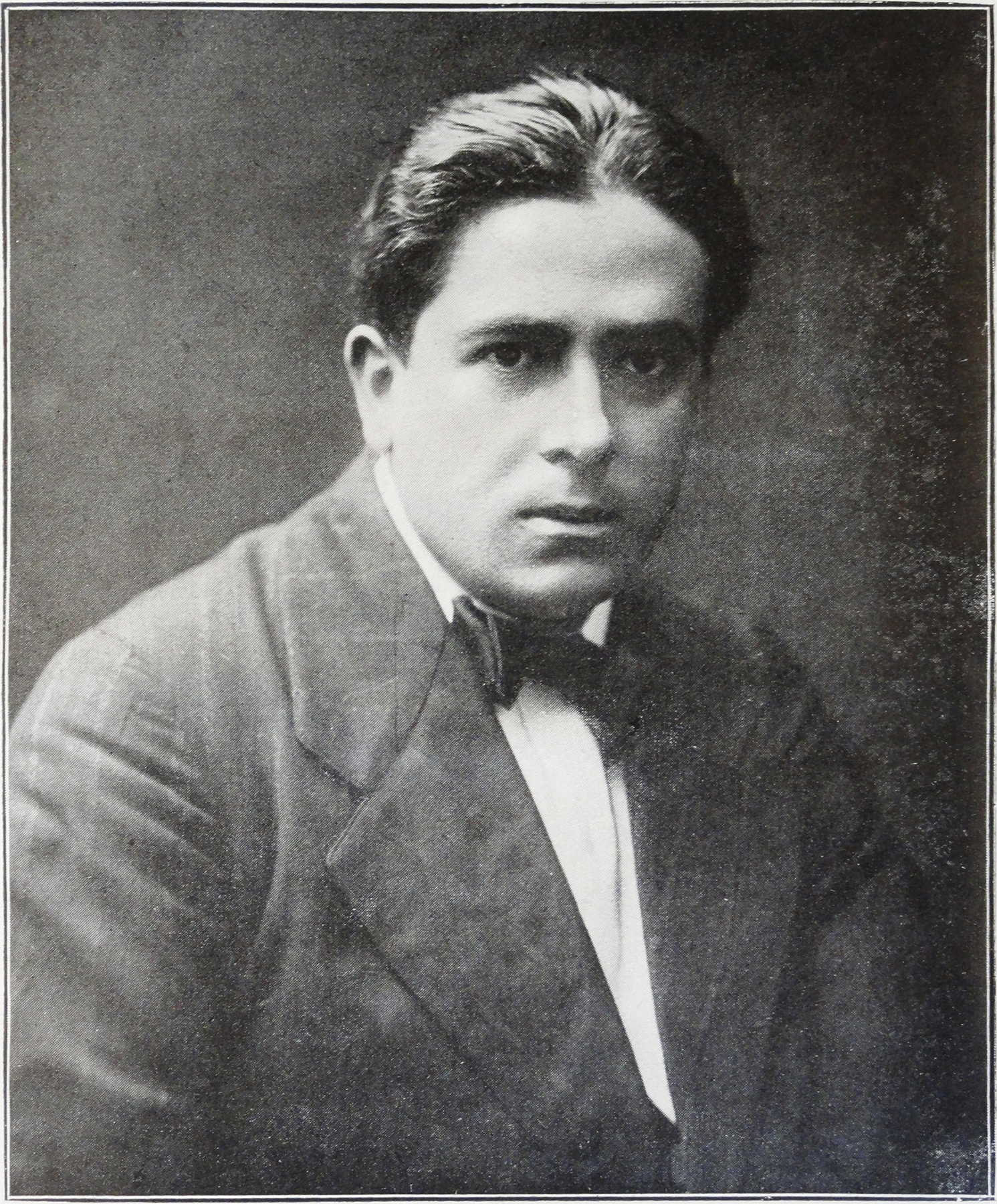
Francis Picabia
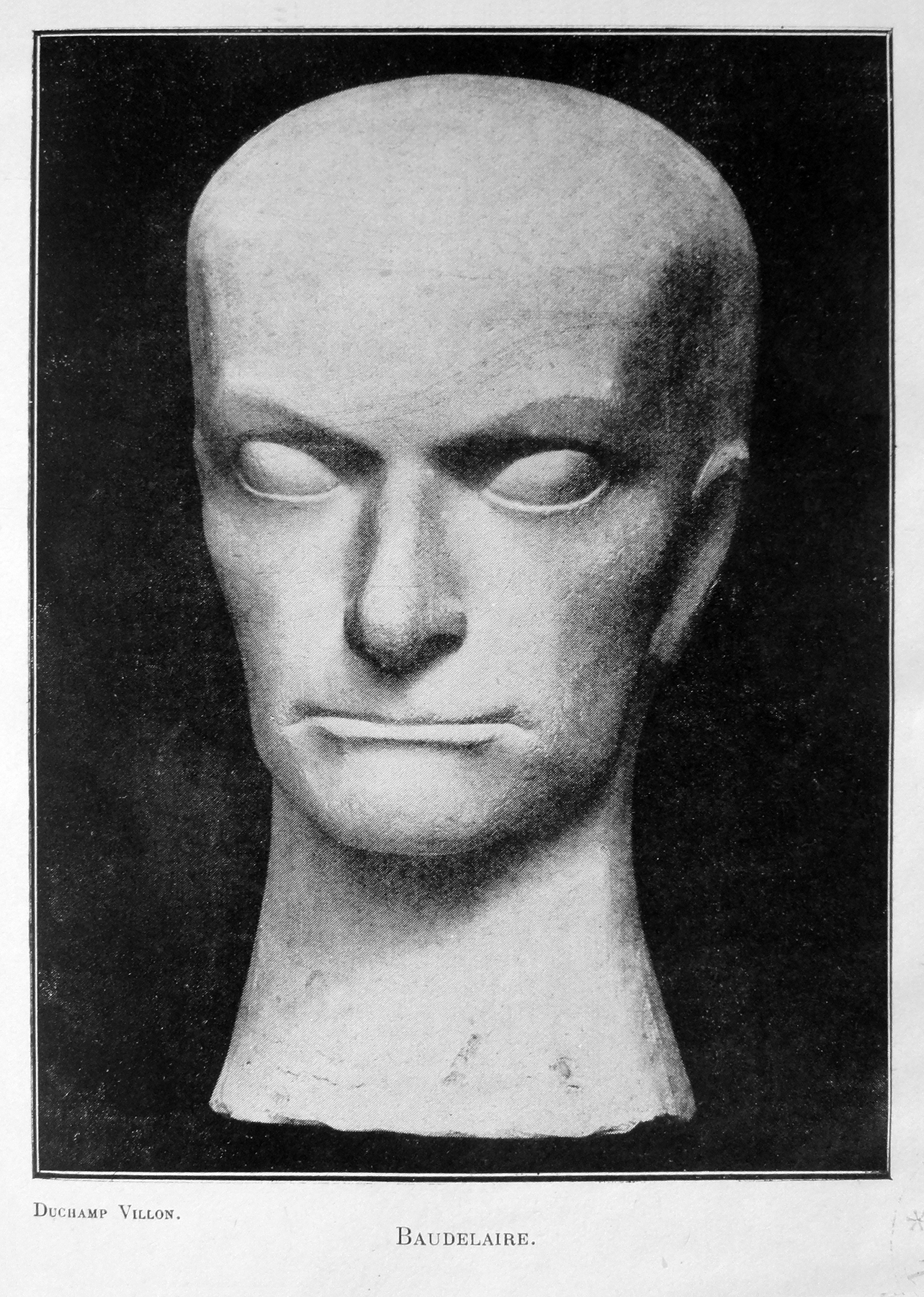
Raymond Duchamp-Villon, 1911, Baudelaire

## Éditions
- Guillaume Apollinaire, Les Peintres cubistes. Méditations esthétiques, Paris, Eugène Figuière & Cie Éditeurs, coll. « Tous les arts », 1913, 84 p. -[46] f. de pl. (BNF 31725706)

Éditions récentes
- Guillaume Apollinaire, Les Peintres cubistes. Méditations esthétiques, Paris, Éditions Berg International, 2012, 94 p.  (ISBN 978-2-917191-55-2)
- Guillaume Apollinaire, Les Peintres cubistes. Méditations esthétiques, Paris, Éditions Christian de Bartillat, 2013, 130 p.  (ISBN 978-2-84100-539-0)

## Source de la traduction
- (en) Cet article est partiellement ou en totalité issu de l’article de Wikipédia en anglais intitulé « The Cubist Painters, Aesthetic Meditations » (voir la liste des auteurs).